# Persönlichkeitsrecht
Als Persönlichkeitsrecht werden Rechte bezeichnet, die dem Schutz der Persönlichkeit vor Eingriffen in deren Lebens- und Freiheitsbereich dienen. Sie können als sogenanntes postmortales Persönlichkeitsrecht auch über den Tod der Person hinaus wirken.

## Einzelne Rechtsordnungen
- Persönlichkeitsrecht (Deutschland)
- Persönlichkeitsrecht (Österreich)
- Persönlichkeitsrecht (Schweiz)